# Otoyol 3
Die Autobahn Otoyol 3 (türkisch Avrupa Otoyolu, kurz O-3) ist eine Autobahn, die die Städte Istanbul und Edirne verbindet. 51 Kilometer der Autobahn sind beidseitig zweispurig ausgebaut, die restlichen 180 Kilometer beidseitig dreispurig. Die 1987 bis 1997 erbaute Straße schließt in Istanbul an die O-1 und O-2 an und endet am Grenzübergang Kapitan Andreewo-Kapıkule. Zu den Anschlussstellen Edirne Doğu, Lüleburgaz, Kinalı, Selimpaşa, Kumburgaz und Avcılar führen Autobahnzubringer mit je zwei Spuren je Richtung.